# Septiembre Eterno

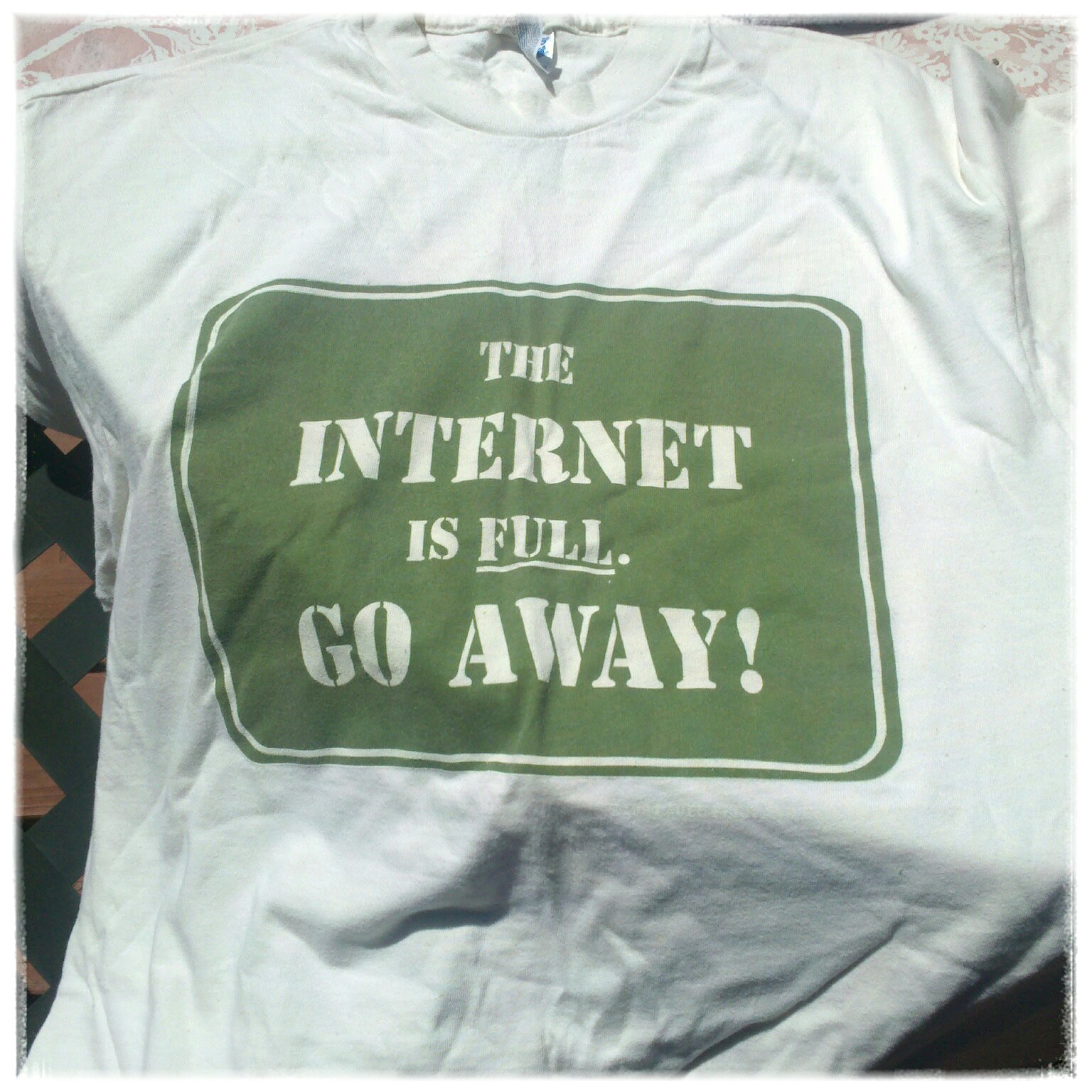
Camiseta de 1994 protestando por el septiembre eterno de AOL: "Internet está lleno: ¡Márchate!"

Septiembre Eterno (también Gran Septiembre, Septiembre que nunca acabó, Septiembre perpetuo o Septiembre sin fin) es una expresión de la jerga de Usenet para referirse el periodo posterior a septiembre de 1993. El uso de esta expresión se refiere a la creencia de que el flujo constante de llegada de usuarios novatos ha ido degradando progresivamente el nivel de discusión y comportamiento tanto en Usenet como en general en Internet.

## Contexto
Usenet se originó en el entorno universitario, en el que al inicio del curso cada año (en septiembre en el hemisferio norte), un gran número de nuevos estudiantes universitarios obtenían acceso por primera vez a Usenet y tardaban alrededor de un mes en aprender los estándares de conducta y netiqueta de la red. Se suponía por tanto que en octubre aproximadamente los nuevos usuarios deberían haber aprendido a comportarse como usuarios normales de Usenet. Y por tanto septiembre representaba el pico de usuarios novatos en la red.

## 1993
En 1993, el servicio en línea America Online empezó a ofrecer acceso a Usenet a sus decenas de miles, más tarde millones, de usuarios. Para muchos veteranos, estos «AOLeros» distaban de estar preparados para aprender la misma netiqueta que los novatos de la universidad. Esto era, en parte, porque AOL se tomó pocas molestias para educar a sus usuarios sobre las costumbres de Usenet, o incluso sobre que aquellos recién descubiertos foros no eran simplemente otra parte del servicio de AOL. Pero también se debió al gran crecimiento en el número de usuarios. Mientras que el influjo regular de nuevos estudiantes de septiembre pronto se calmaba, el número de novatos ahora amenazaba con aplastar la capacidad de la Usenet existente de inculcar sus normas sociales.
Desde aquella época, el dramático aumento de la popularidad de la Internet ha estado encabezado por una corriente constante de nuevos usuarios que, desde el punto de vista de alguna gente, ha ahogado completamente a la antigua Usenet. De este modo, desde el punto de vista de los usuarios de Usenet de antes de 1993, el influjo regular de novatos de septiembre nunca ha acabado.
El término fue utilizado por primera vez por Dave Fisher el 26 de enero de 1994 en un mensaje en el grupo de usenet alt.folklore.computers:

It's moot now. September 1993 will go down in net.history as the September that never ended. (Ya es por demás. Septiembre de 1993 pasará a la historia de la red como el septiembre que nunca acabó.)

La expresión se extiende a veces; por ejemplo, la fecha del futuro en la cual las discusiones de Usenet se volverán sensatas, maduras y educadas ha sido llamada «1 de octubre de 1993». Un intento para acelerar la llegada de esa fecha está siendo llevado a cabo por los partidarios de Usenet II.
El 9 de febrero de 2005, AOL interrumpió oficialmente el acceso a los grupos de noticias a través de su servicio (esto fue anunciado el 25 de enero de 2005. Septiembre de 1993, de este modo y según algunos, finalmente acabó. Otros, sin embargo, sienten que Google Groups, especialmente con su nueva interfaz de usuario, ha levantado la antorcha que AOL ha dejado caer; y el Septiembre eterno aún tiene que acabar.